# Strangers (canción)
«Strangers» —en español: «Extrañas»— es el segundo sencillo promocional del álbum Hopeless Fountain Kingdom, interpretada por la cantante estadounidense Halsey junto a Lauren Jauregui, exintegrante de Fifth Harmony, y está escrita por Halsey junto al productor de la misma Greg Kurstin. Fue lanzada el 26 de mayo de 2017.
Aun no siendo un sencillo oficial, en su momento fue considerada por Billboard como una de las 100 mejores canciones de 2017, ubicándose en el puesto 97. El 20 de junio de 2018 fue lanzado el video musical de la canción.

## Antecedentes
La lista de canciones de su álbum Hopeless Fountain Kingdom fue revelada oficialmente el 29 de abril de 2017 por la cuenta de Instagram de Halsey en donde se supo por primera vez que Halsey colaboraría con la cantante Lauren Jauregui en una canción llamada «Strangers».
En abril durante varias entrevistas de radios a las que asistió Halsey para promocionar el álbum, Halsey comento lo siguiente acerca de la canción:

«Pensé, si quiero que esta canción sea creíble, necesito que sea real. Así que no puedo poner a una chica hetero a cantar, simplemente no puedo hacerlo. Así que hablé con Lauren y ella acepto venir y grabar y ¡suena increíble!. Me encanta que Lauren y yo seamos dos mujeres que tienen una presencia muy influyente en el pop, haciendo una canción de amor para la comunidad LGBT… es solo una canción de amor.».

## Interpretaciones en vivo
El 9 de junio, Lauren fue invitada por la cantante a interpretar el tema por primera vez en vivo en el Today Show. Al día siguiente fue nuevamente invitada a interpretarlo durante el iHeartSummer 2017 organizado por iHeartRadio. El 21 de octubre de 2017, interpretaron nuevamente «Strangers» en el BB&T Center en Sunrise, Florida y el 3 de noviembre en The Forum en Los Ángeles, como parte de la gira "Hopeless Fountain Kingdom World Tour".
El 1 de diciembre de 2017 el tema fue interpretado nuevamente a dúo en el concierto "102.7 KIIS FM’s Jingle Ball 2017" organizado por iHeart Radio, en Los Ángeles.

## Video musical
El 20 de junio de 2018 se publicó el video musical de la canción a través de la cuenta oficial en Youtube de Halsey. El video continua con el concepto de Romeo y Julieta utilizada en los previos videos musicales de los sencillos del álbum. Se centra principalmente en dos personajes femeninos, Luna (Halsey) y Rosa (Jauregui), enfrentadas y boxeando dentro de un cuadrilátero.
El video musical fue codirigido por Halsey y Jessie Hill.

## Posicionamientos en listas

### Semanales
| País           | Lista                           | Mejor posición |
| -------------- | ------------------------------- | -------------- |
| Australia      | Australian Singles Chart        | 93             |
| Escocia        | Official Scottish Singles Chart | 45             |
| Estados Unidos | Billboard Hot 100               | 100            |
| Eslovaquia     | Singles Digitál Top 100         | 89             |
| Francia        | French Singles Chart            | 137            |
| Filipinas      | Philippine Hot 100              | 90             |
| Nueva Zelanda  | New Zealand Heatseekers         | 3              |
| Portugal       | AFP                             | 57             |

## Certificaciones
| País   | Organismo certificador | Certificación | Copias certificadas | Ref.          |
| ------ | ---------------------- | ------------- | ------------------- | ------------- |
| Brasil | PMB                    | Oro           | 20 000              | [ 25 ] [ 26 ] |